# Callionymus kanakorum
Callionymus kanakorum är en fiskart som beskrevs av Hans W. Fricke 2006. Callionymus kanakorum ingår i släktet Callionymus och familjen sjökocksfiskar. Inga underarter finns listade.